# Admaston (Staffordshire)
Admaston – przysiółek w Anglii, w Staffordshire. Leży 5,2 km od miasta Rugeley, 13 km od miasta Stafford, 28,4 km od miasta Stoke-on-Trent i 191 km od Londynu. W latach 1870–1872 miejscowość liczyła 59 mieszkańców.